# Didim
Didim ist eine Stadt im gleichnamigen Ilçe (Landkreis) der türkischen Provinz Aydın und gleichzeitig ein Stadtbezirk der 2012 geschaffenen Büyükşehir belediyesi Aydın (Großstadtgemeinde/Metropolprovinz). Sie liegt an der türkischen Ägäisküste, etwa 200 km südlich von İzmir.

## Geschichte

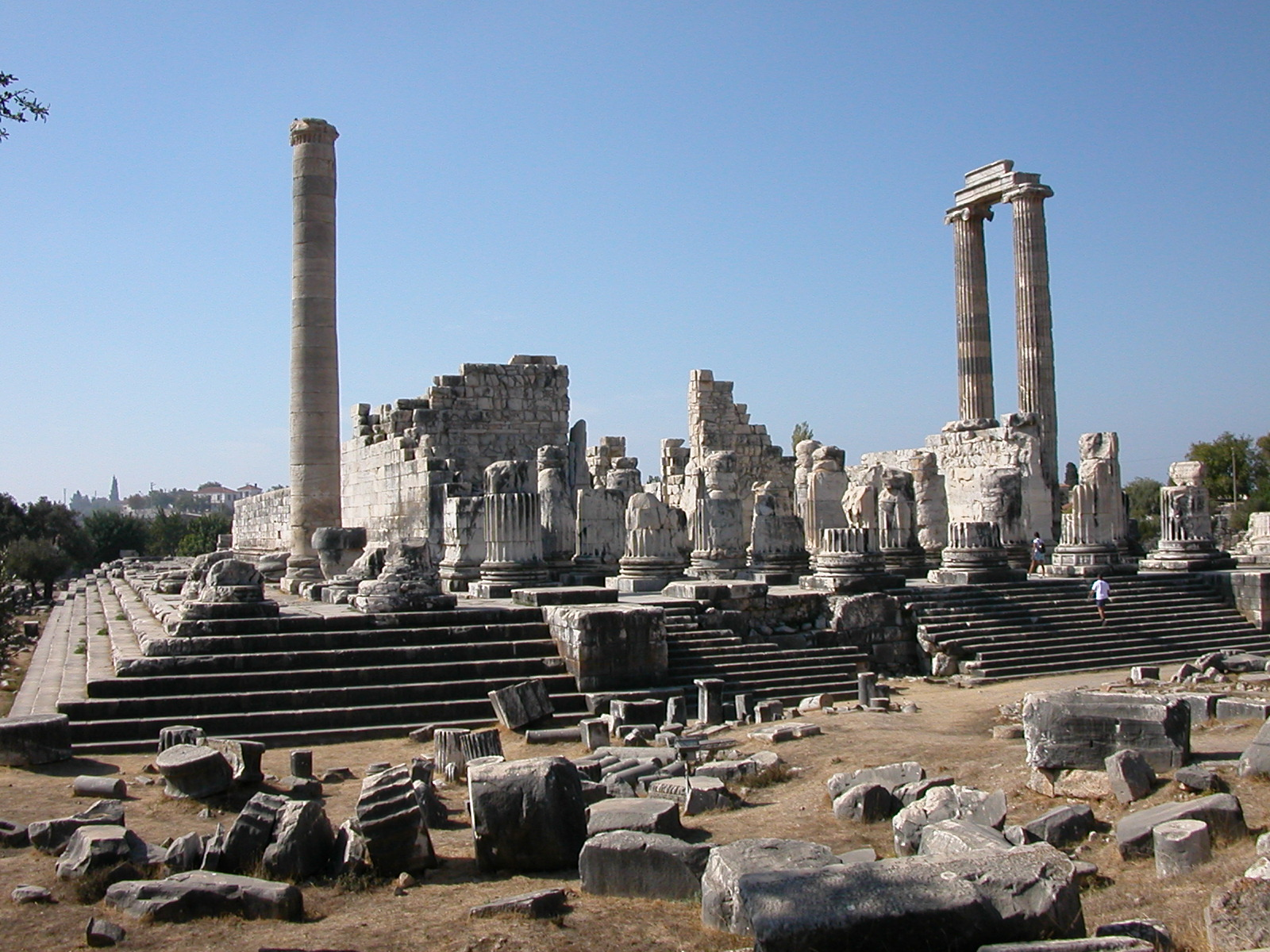
Apollon-Tempel in Didim

In der Antike befand sich hier die Stadt Didyma mit einem bedeutenden Orakelheiligtum des Gottes Apollon. Der Apollontempel zählt heute zu den am besten erhaltenen Großbauten des Altertums.
Nach der mythischen Überlieferung wurde die Stadt von einer Gruppe von Ioniern unter der Führung von Neleus, dem Sohn des Königs Kodros von Athen, gegründet.
Die heutige Stadt Didim wurde nach dem Erdbeben von 1955 gegründet. Dabei wurde der Name des antiken Didyma übernommen.
Seit 1995 besteht eine Gemeindepartnerschaft mit dem hessischen Laubach.

## Wirtschaft

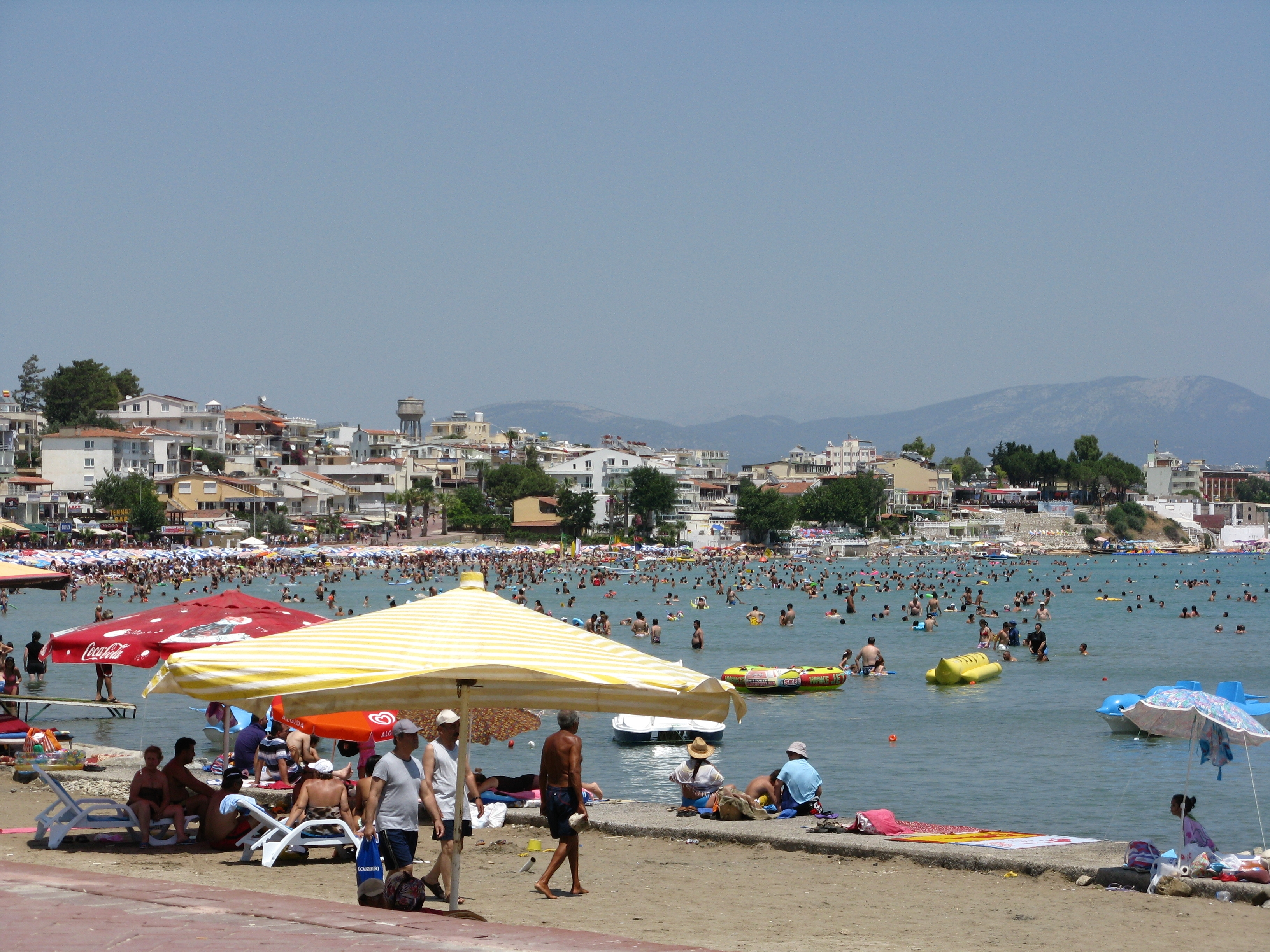
Strand Altınkum

Didim ist ein schnell wachsendes Tourismusziel. Die touristische Infrastruktur ballt sich insbesondere rund um den Hauptstrand im Stadtteil Altınkum. Andere durch Touristen frequentierte Ortschaften sind Mavişehir, Akbük und Yeşilkent.
Didim verfügt seit August 2009 über eine Marina. Die D-Marin hat 580 See- und 600 Landliegeplätze sowie 70.000 m² Landfläche für diverse Gebäude und Werkstätten. Außerdem stehen dort ein 400-Tonnen- und ein 75-Tonnen-Travel-Lift zur Verfügung.
In der Nähe von Didim stehen die beiden 380 m hohen Sendemasten des Längstwellensenders Bafa.

## Ortschaften
Seit einer Gebietsreform 2014 ist der Ilçe (Landkreis) flächen- und einwohnermäßig identisch mit der Kreisstadt, die acht ehemaligen Dörfer und drei Gemeinden (Stand Ende 2012: Didim, Akbük und Ak-Yenİköy) des Kreises wurden Mahalle (Stadtviertel) der Stadt.